# The Falcon and the Snowman
| Recensione | Giudizio |
| ---------- | -------- |
| AllMusic   |          |

The Falcon and the Snowman è un album del Pat Metheny Group registrato nel 1984 e pubblicato dalla EMI America Records nel 1985.
In questo album il Pat Metheny Group collabora con David Bowie e la National Philharmonic Orchestra (diretta da Steve Rodby) per la realizzazione della colonna sonora del film Il gioco del falco (The Falcon and the Snowman).

## Tracce

### LP
Lato A
1. Psalm 121 / Flight of the Falcon – 4:08 (Pat Metheny, Lyle Mays)
2. Daulton Lee – 5:56 (Pat Metheny, Lyle Mays)
3. Chris – 3:16 (Pat Metheny, Lyle Mays)
4. "The Falcon" – 4:59 (Pat Metheny, Lyle Mays)

Lato B
1. This Is Not America – 3:53 (David Bowie, Pat Metheny)
2. Extent of the Lie – 4:15 (Pat Metheny, Lyle Mays)
3. The Level of Deception – 5:45 (Pat Metheny, Lyle Mays)
4. Capture – 3:57 (Pat Metheny, Lyle Mays)
5. Epilogue (Psalm 121) – 2:14 (Pat Metheny, Lyle Mays)

## Formazione
- Pat Metheny - chitarra sintetizzatore, chitarra acustica, chitarra elettrica
- Lyle Mays - sintetizzatori, piano
- Steve Rodby - basso acustico, basso elettrico
- Paul Wertico - batteria, percussioni
- Pedro Aznar - voce (brani: Daulton Lee e The Falcon)

Ospiti
- David Bowie - voce (brano: This Is Not America)
- National Philharmonic Orchestra (diretto da Steve Rodby) (brani: Psalm 121 / Flight of the Falcon, Extent of the Lie, The Level of Deception e Capture)
- Ambrosian Choir (diretto da John McCarthy) (brano: Psalm 121 / Flight of the Falcon)

Note aggiuntive
- Pat Metheny - produttore
- Lyle Mays - co-produttore
- Pat Metheny e David Bowie - produttori (brano: This Is Not America)
- Registrazioni effettuate nel settembre 1984 al Odyssey Studios di Londra (Inghilterra)
- Registrazioni aggiunte effettuate al: EMI Abbey Road Studios (Londra) e Power Station (New York City)
- Marcellus Frank - ingegnere delle registrazioni e del mixaggio
- Brano: This Is Not America, registrato al Mountain Studios di Montreux da Bob Clearmountain
- Mastering effettuato da Bob Ludwig al Masterdisk di New York
- Henry Marquez - art direction copertina album originale
- Carol Chen - design album originale
- Lisa Powers - foto illustrazione di sottofondo copertina album
- Howard Rosenberg - foto copertina album originale[2]